# Giro di Danimarca 2003
Il Giro di Danimarca 2003, tredicesima edizione della corsa, si svolse dal 12 al 16 agosto 2003 su un percorso di 856 km ripartiti in 6 tappe, con partenza da Skagen e arrivo a Frederiksberg. Fu vinto dal tedesco Sebastian Lang della Gerolsteiner davanti al belga Jurgen Van Goolen e al francese Laurent Brochard.

## Tappe
| Tappa  | Data      | Percorso                                  | km   | Vincitore di tappa | Leader cl. generale |
| ------ | --------- | ----------------------------------------- | ---- | ------------------ | ------------------- |
| 1ª     | 12 agosto | Skagen > Aalborg                          | 155  | Mark Scanlon       | Mark Scanlon        |
| 2ª     | 13 agosto | Hombro > Aarhus                           | 223  | Yuriy Metlushenko  | Mark Scanlon        |
| 3ª     | 14 agosto | Hammel > Kolding                          | 185  | Johan Museeuw      | Michael Skelde      |
| 4ª     | 15 agosto | Middelfart > Faaborg-Midtfyn              | 100  | Jans Koerts        | Michael Skelde      |
| 5ª     | 15 agosto | Svendborg > Svendborg (cron. individuale) | 15,7 | Tomas Vaitkus      | Sebastian Lang      |
| 6ª     | 16 agosto | Korsør > Frederiksberg                    | 180  | Jaan Kirsipuu      | Sebastian Lang      |
| Totale | Totale    | Totale                                    | 856  |                    |                     |

## Dettagli delle tappe

### 1ª tappa
- 12 agosto: Skagen > Aalborg – 155 km

| Pos. | Corridore      | Squadra      | Tempo    |
| ---- | -------------- | ------------ | -------- |
| 1    | Mark Scanlon   | AG2R         | 3h40'54" |
| 2    | Michael Skelde | Fakta        | s.t.     |
| 3    | Sebastian Lang | Gerolsteiner | s.t.     |

| Pos. | Corridore      | Squadra      | Tempo    |
| ---- | -------------- | ------------ | -------- |
| 1    | Mark Scanlon   | AG2R         | 3h40'44" |
| 2    | Michael Skelde | Fakta        | a 4"     |
| 3    | Sebastian Lang | Gerolsteiner | a 6"     |

### 2ª tappa
- 13 agosto: Hombro > Aarhus – 223 km

| Pos. | Corridore         | Squadra         | Tempo    |
| ---- | ----------------- | --------------- | -------- |
| 1    | Yuriy Metlushenko | Landbouwkrediet | 5h05'37" |
| 2    | Robert Förster    | Gerolsteiner    | s.t.     |
| 3    | Stefan van Dijk   | Lotto-Domo      | s.t.     |

| Pos. | Corridore      | Squadra      | Tempo    |
| ---- | -------------- | ------------ | -------- |
| 1    | Mark Scanlon   | AG2R         | 8h46'21" |
| 2    | Michael Skelde | Fakta        | a 2"     |
| 3    | Sebastian Lang | Gerolsteiner | a 6"     |

### 3ª tappa
- 14 agosto: Hammel > Kolding – 185 km

| Pos. | Corridore         | Squadra    | Tempo    |
| ---- | ----------------- | ---------- | -------- |
| 1    | Johan Museeuw     | Quick Step | 4h48'14" |
| 2    | Jakob Piil        | CSC        | a 27"    |
| 3    | Kurt Asle Arvesen | Fakta      | s.t.     |

| Pos. | Corridore         | Squadra    | Tempo     |
| ---- | ----------------- | ---------- | --------- |
| 1    | Michael Skelde    | Fakta      | 13h35'40" |
| 2    | Laurent Brochard  | AG2R       | a 15"     |
| 3    | Jurgen Van Goolen | Quick Step | a 16"     |

### 4ª tappa
- 15 agosto: Middelfart > Faaborg-Midtfyn – 100 km

| Pos. | Corridore         | Squadra         | Tempo    |
| ---- | ----------------- | --------------- | -------- |
| 1    | Jans Koerts       | Bankgiroloterij | 2h05'22" |
| 2    | Yuriy Metlushenko | Landbouwkrediet | s.t.     |
| 3    | Robert Förster    | Gerolsteiner    | s.t.     |

| Pos. | Corridore         | Squadra    | Tempo     |
| ---- | ----------------- | ---------- | --------- |
| 1    | Michael Skelde    | Fakta      | 15h41'02" |
| 2    | Laurent Brochard  | AG2R       | a 14"     |
| 3    | Jurgen Van Goolen | Quick Step | a 16"     |

### 5ª tappa
- 15 agosto: Svendborg > Svendborg (cron. individuale) – 15,7 km

| Pos. | Corridore     | Squadra         | Tempo  |
| ---- | ------------- | --------------- | ------ |
| 1    | Tomas Vaitkus | Landbouwkrediet | 19'45" |
| 2    | Leif Hoste    | Lotto-Domo      | a 4"   |
| 3    | Bert Roesems  | Palmans         | a 8"   |

| Pos. | Corridore         | Squadra      | Tempo     |
| ---- | ----------------- | ------------ | --------- |
| 1    | Sebastian Lang    | Gerolsteiner | 16h01'20" |
| 2    | Jurgen Van Goolen | Quick Step   | a 3"      |
| 3    | Laurent Brochard  | AG2R         | a 19"     |

### 6ª tappa
- 16 agosto: Korsør > Frederiksberg – 180 km

| Pos. | Corridore       | Squadra    | Tempo    |
| ---- | --------------- | ---------- | -------- |
| 1    | Jaan Kirsipuu   | AG2R       | 3h46'38" |
| 2    | Danilo Hondo    | Telekom    | a 2"     |
| 3    | Stefan van Dijk | Lotto-Domo | s.t.     |

| Pos. | Corridore         | Squadra      | Tempo     |
| ---- | ----------------- | ------------ | --------- |
| 1    | Sebastian Lang    | Gerolsteiner | 19h48'00" |
| 2    | Jurgen Van Goolen | Quick Step   | a 2"      |
| 3    | Laurent Brochard  | AG2R         | a 19"     |

## Classifiche finali

### Classifica generale
| Pos. | Corridore            | Squadra                      | Tempo     |
| ---- | -------------------- | ---------------------------- | --------- |
| 1    | Sebastian Lang       | Gerolsteiner                 | 19h48'00" |
| 2    | Jurgen Van Goolen    | Quick Step                   | a 2"      |
| 3    | Laurent Brochard     | Ag2r Prévoyance              | a 19"     |
| 4    | Bart Voskamp         | Bankgiroloterij Cycling Team | a 23"     |
| 5    | Mark Scanlon         | Ag2r Prévoyance              | a 29"     |
| 6    | Michael Skelde       | Team Fakta                   | a 50"     |
| 7    | Frank Høj            | Team Fakta                   | a 1'01"   |
| 8    | Serhij Honcar        | De Nardi                     | a 1'15"   |
| 9    | Julian Dean          | Team CSC                     | a 1'20"   |
| 10   | Christophe Agnolutto | Ag2r Prévoyance              | s.t.      |